# Harsault
Harsault ist eine ehemalige französische Gemeinde mit 376 Einwohnern (Stand 1. Januar 2014) im Département Vosges in der Region Grand Est (bis 2015 Lothringen). Sie gehörte zum Arrondissement Épinal und zum Gemeindeverband Val de Vôge.

## Geografie
Harsault befindet sich auf einer durchschnittlichen Höhe von 375 m über dem Meeresspiegel, neun Kilometer nordwestlich von Bains-les-Bains und 24 Kilometer südwestlich von Épinal im Süden des Departements Vosges.

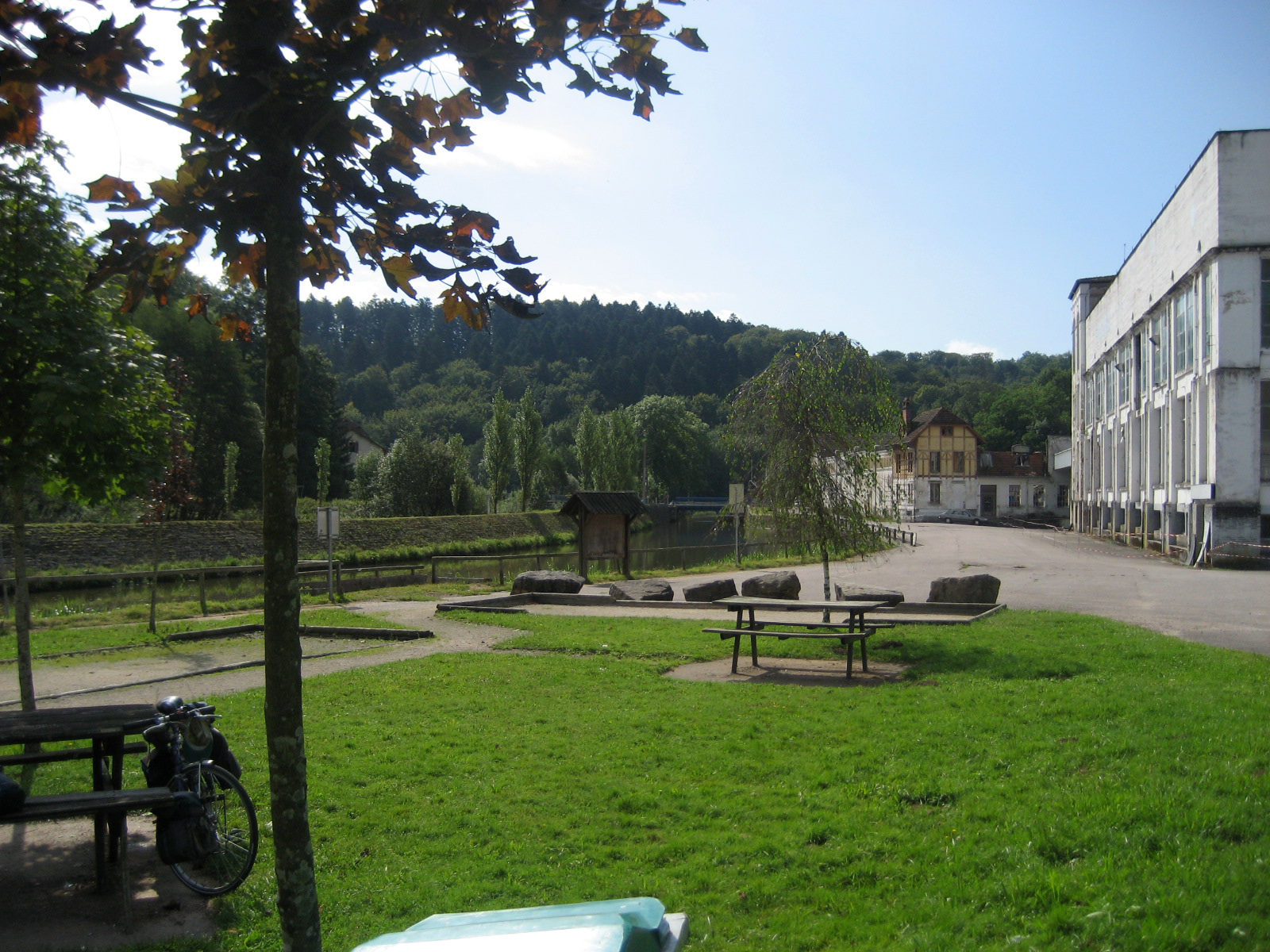
Canal des Vosges auf Höhe des ehemaligen Harsaulter Ortsteils Thunimont

Das 10,85 km² große ehemalige Gemeindegebiet in der Vôge grenzte im Osten an den Côney (Nebenfluss der oberen Saône). Durch Harsault fließt der Ruisseau des Cailloux, der im Osten der Gemarkung in den Canal des Vosges mündet und auf seinem vier Kilometer langen Lauf durch das ehemalige Gemeindegebiet ein Gefälle von 100 Metern aufweist. Der Kanal verläuft unmittelbar westlich parallel zum Côney. Auf dem vier Kilometer langen Kanalabschnitt durch Harsault liegen vier Schleusen. Im Nordwesten reichte ein Streifen der Gemeinde das Caillouxtal aufwärts bis an die Gemeindegrenze Vioménils heran. Südwestlich von Hautmougey steigt das Relief über eine Geländestufe auf die Hochfläche des Grand Bois an. Hier wurde mit 443 Metern über dem Meer der höchste Punkt der Gemeinde erreicht.
Das Gebiet um Harsault wird teils als Ackerland, teils als Weideland genutzt, während im Südwesten (Bois de Montroche), im Osten (les Chavanes) sowie an den bis zu 60 Meter hohen Flusshängen Wälder dominieren, die insgesamt ein Viertel der Gemeindefläche bedecken.
Zur Gemeinde Harsault gehörten die Ortsteile La Forge de Thunimont und Thunimont.
Nachbargemeinden von Harsault waren Charmois-l’Orgueilleux im Norden, La Chapelle-aux-Bois und Les Voivres im Osten, Hautmougey im Süden, Gruey-lès-Surance im Südwesten, La Haye im Westen sowie Vioménil im Westen.

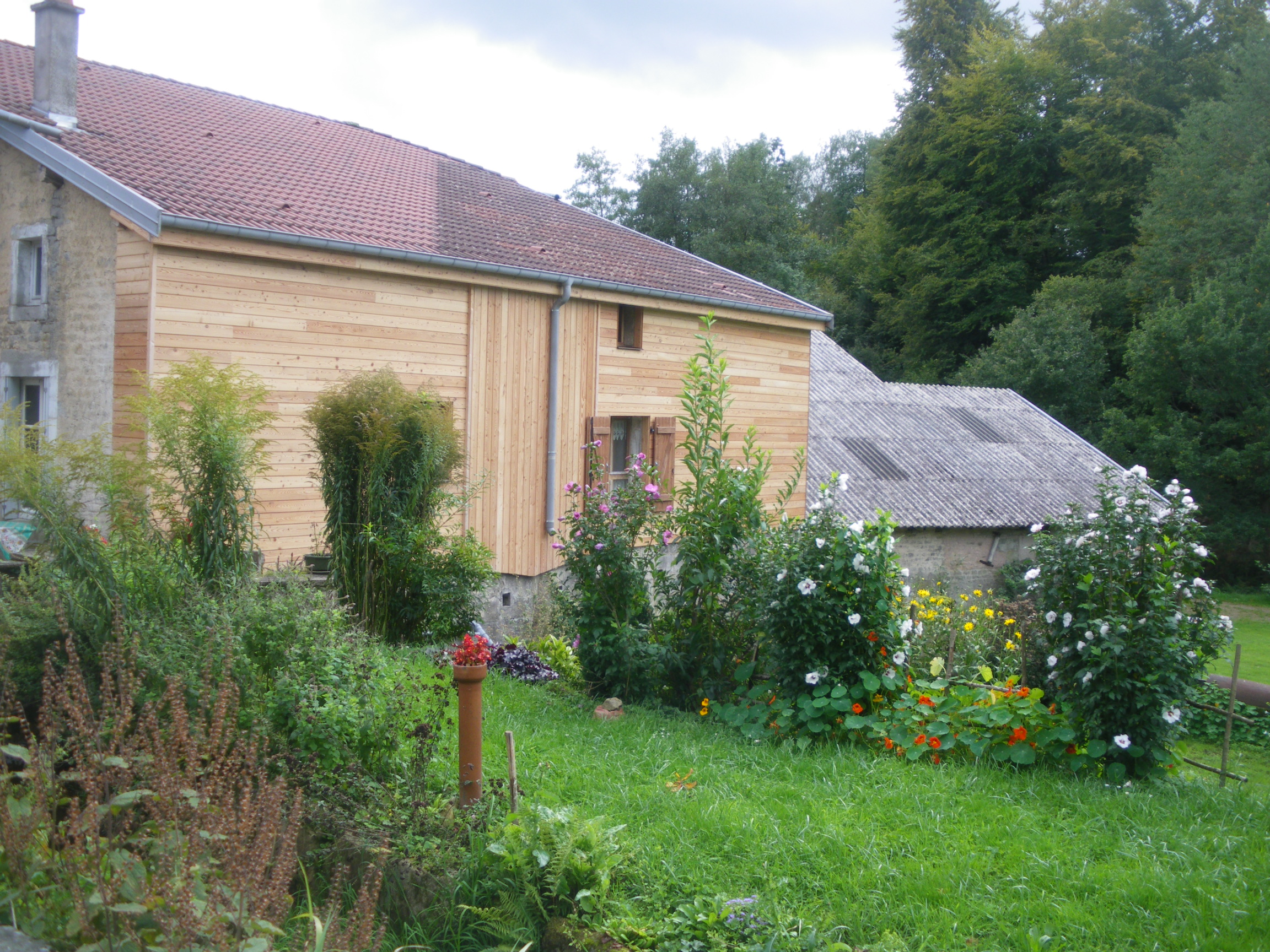
Ehemalige Mühle Gentrey, heute Museum zur Stärkeherstellung

## Geschichte
Der Name Harsault kann erstmals im 14. Jahrhundert nachgewiesen werden. Bis zur Französischen Revolution gehörte das Gebiet der heutigen Gemeinde zur Vogtei Vesoul in der Franche-Comté, wechselte 1790 in den neu gebildeten Kanton Bains-les-Bains des damaligen Landkreises Darney. 1776 wurde die Kirche Saint-Gengoult errichtet.
Eine lange Tradition hatte die Metallurgie in der Gemeinde. Im Ortsteil La Forge de Thunimont (la Forge = die Schmiede) stehen noch heute die Fabrikgebäude der usine Thunimont. Zur Ausrüstung der Metallfabrik, die bereits 1725 gegründet wurde, gehörten zwei Metallscheideöfen, eine Hammerschmiede sowie eine Drahtzieherei. 1785 hatte das Metallwerk 16 Beschäftigte, 1802 bereits 40 Mitarbeiter. Der Rückgang der Erzfunde in der Umgebung führte 1860 zur Schließung des Werkes. In die Werkhallen zogen danach eine Baumwoll-Spinnerei und eine Weberei ein, und es entstanden Mietshäuser um die Fabrik. Die Textilfabrik erhielt beim Bau des Canal des Vosges einen kleinen Hafen. Nach dem Niedergang der Textilindustrie in den 1970er Jahren wurde die Fabrik umgebaut, sodass mehrere Geschäfte darin unterkamen (unter anderem Babyausstatter, Immobilienbüro). Heute ist das gesamte ehemalige Werksgelände stillgelegt.
Seit dem 1. Januar 2017 ist Harsault Teil der commune nouvelle La Vôge-les-Bains.

### Bevölkerungsentwicklung
| Jahr      | 1962 | 1968 | 1975 | 1982 | 1990 | 1999 | 2006 | 2014 |
| --------- | ---- | ---- | ---- | ---- | ---- | ---- | ---- | ---- |
| Einwohner | 496  | 592  | 528  | 429  | 385  | 401  | 416  | 376  |

Quelle: 

## Sehenswürdigkeiten

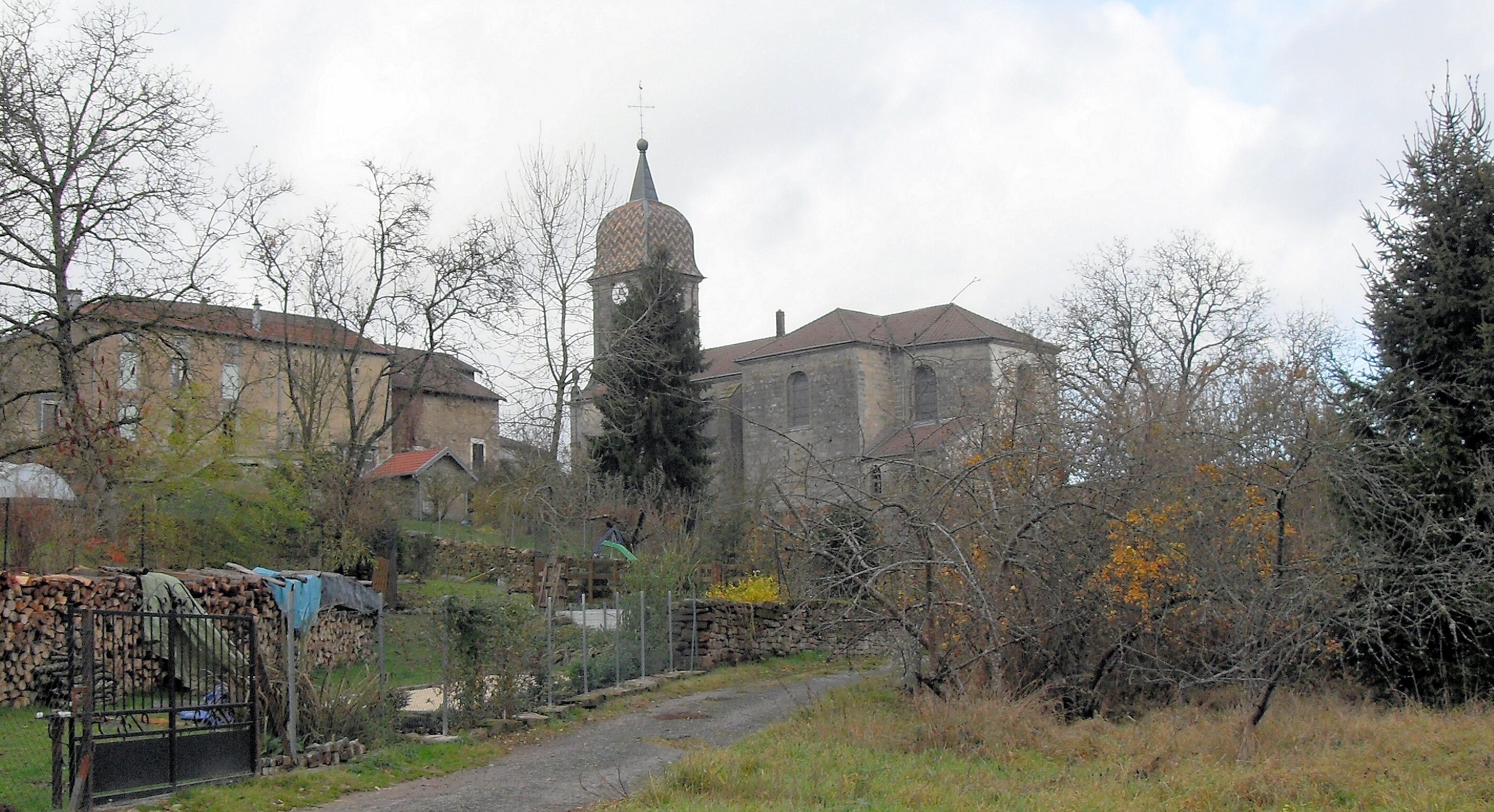
Kirche Saint-Gengoult

- Kirche Saint-Gengoult mit Altar aus Holz und Stein, Seitenaltären, sechseckiger Kanzel, Beichtstühlen und Holzstatuen aus dem 18. Jahrhundert. Mehrere Objekte sind als Monument historique gekennzeichnet.
- handbetriebene Drehbrücke über den Canal des Vosges im Ortsteil La Forge de Thunimont

## Wirtschaft und Infrastruktur
Die Bewohner von Harsault sind hauptsächlich in der Landwirtschaft (Getreideanbau, Milchviehhaltung), in der Forstwirtschaft sowie kleinen Dienstleistungsbetrieben im Ort oder der näheren Umgebung beschäftigt.
Harsault liegt abseits der überregionalen Verkehrsströme. Die Départementsstraße 164 von Neufchâteau über Contrexéville, Darney, Bains-les-Bains nach Saint-Loup-sur-Semouse führt durch die südlichen Nachbargemeinden Hautmougey und Gruey-lès-Surance. Der nächste Bahnhof (Bains-les-Bains) liegt 14 Kilometer südöstlich von Harsault.

## Belege
1. ↑   Harsault auf vosges-archives.com (Memento vom 18. Mai 2015 im Internet Archive) (französisch)
2. ↑  Harsault auf cassini.ehess.fr